# Rytíř

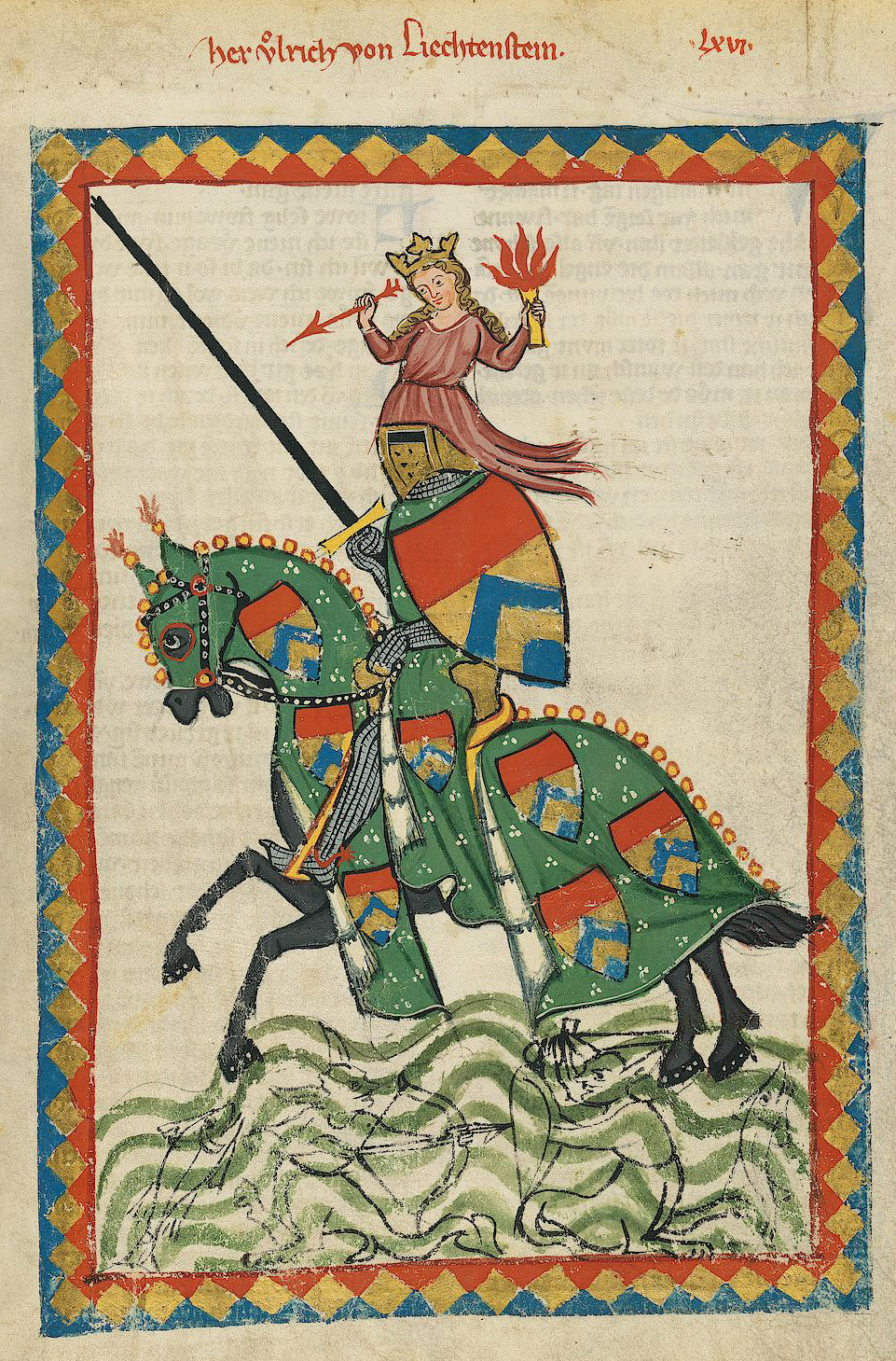
Vyobrazení středověkého rytíře, v tomto případě Oldřicha z Lichtenštejna

Rytíř (z německého Ritter, jezdec) je označení středověkého bojovníka – obrněného jezdce (latinsky miles, pl. milites).

## Charakteristika
Rytíři byli středověcí válečníci šlechtického původu, kteří bojovali převážně na koních. Ve vrcholném středověku byl každý rytíř automaticky šlechticem, ale ne každý šlechtic rytířem, protože k pasování na rytíře bylo potřeba, aspoň v prvních obdobích, prokázat statečnost a věrnost. Oblékal se do těžké kovové zbroje, jež se skládala z brnění, přilby a štítu. Jeho hlavními zbraněmi byl meč a dlouhé kopí, mimo to se často používaly zbraně jako sekera, kladivo či palcát. Těžkooděná jízda představovala elitu a ve většině bitev i rozhodující sílu středověkého vojska. Úpadek nastal až za stoleté války, kdy Francie, do té doby velmoc spoléhající se na rytíře, utrpěla mnoho těžkých porážek od anglických lučištníků. Jezdectvo se od té doby razantně změnilo kvůli nástupu účinnějších střelných zbraní a úplného obnovení se jezdectvo dočkalo v 17. století, ale už v podobě husarů a dragounů.
Rytířův nejcennější majetek byl kůň. Nosil ho jak do bitev a válek, tak při turnajích a kláních. Jeho válečný kůň byl těžce obrněn jako rytíř a často musel nést váhu více než 120 kg. Rytíř měl 3 typy koní; válečný (na kterém bojoval a účastnil se klání), jezdecký (na kterém se pohyboval ve volném čase) a soumar (který nosil jeho osobní majetek). Bohatí rytíři a feudálové pak ještě vlastnili výstavní koně, určené především pro přehlídky a slavnosti, do bojů však na nich nejezdili. Někteří koně byli speciálně cvičeni k tomu, aby napadali soupeře, ale to se později přestalo praktikovat, jelikož napadali i koně ostatních rytířů.

## Počátky rytířstva
První zmínky o rytířském stavu se objevují kolem roku 1000, kdy se v latinských písemných pramenech začíná používat výraz miles peditesque, což byl bojovník na koni, kterého povolával vládce určitého území v případě války do boje. Kolem roku 1030 už výraz miles peditesque označuje příslušníka určité elitní společenské vrstvy, která se označuje jako ordo equestris nebo ordo militaris. Ve Francii, kolébce rytířstva, se jí říká chevalerie a ve Svaté říši římské ritterstand, rytířstvo. V počátcích historie rytířstva nebylo označení rytíř šlechtickým titulem. Rytíř byl elitní bojovník, většinou neurozeného původu. Rodokmen nehrál žádnou roli, důležitá byla osobní odvaha a způsobilost k boji. Rytíř však většinou pocházel z bohaté rodiny, nebo musel mít alespoň bohaté a štědré příbuzné nebo rodinné přátele, jelikož bitevní kůň a zbroj stály nemalé jmění. Označení rytíř, jako šlechtický titul, se začíná používat až ve 12. století, kdy se ale řada urozenců pyšní tímto titulem, aniž by si ho dle skutečných rytířských zásad zasloužili.

## Rytíř, šlechtic

Středověké dělení společnosti na tři obce: duchovní, rytíře a dělníky

Rytířem se mohl stát výlučně mladý muž. Zpočátku se od něj nevyžadoval urozený původ, později se však stal základní podmínkou. Šlechtičtí synkové byli pro rytířství vychováváni již od dětství. Jako pážata a panoši sloužili významným šlechticům a seznamovali se tak se zásadami života rytíře. Cvičili se také v zacházení se zbraní a v boji. Teprve když prokázali odvahu a statečnost ve válce, mohli být pasováni na rytíře. Zpravidla se tak stalo po první bitvě, které se budoucí rytíři mohli zúčastnit již ve věku kolem patnácti let. Později věk pasovaných jinochů stoupal.
Rytíři se také začali, především v době křížových výprav seskupovat do rytířských řádů, které si dávaly úkoly obvykle související se službou Bohu nebo panovníkovi. Tento zvyk se postupem času změnil a z členství v jednotlivých řádech se stala prestižní záležitost. Ostatně dodnes se v mnoha zemích světa udělují rytířské řády za službu vlasti atp., například ve Francii Řád čestné legie nebo v Anglii Řád britského impéria.

## Pasování

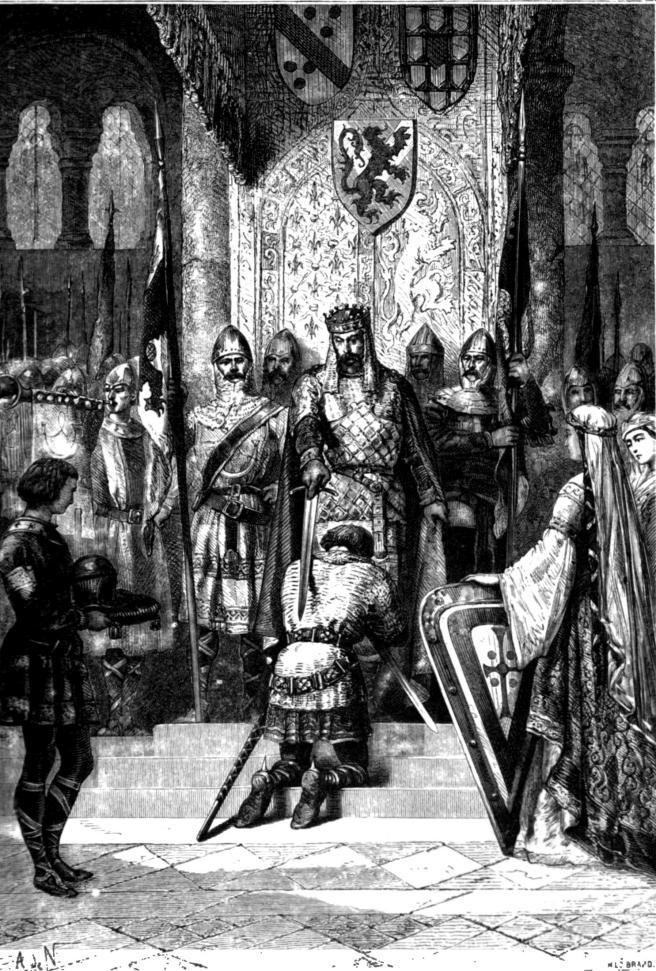
Panovník pasuje rytíře na obraze Alphonse de Neuville

Pasování na rytíře byl slavnostní obřad, který měl probíhat v kostele. Většinou se však odehrával přímo na bojišti před zahájením bitvy či po ní. Rytíře pasoval panovník nebo jeho zástupce (v českých zemích jen král). V raném středověku ale mohl rytíře pasovat kterýkoliv jiný rytíř (příkladem je třeba rytíř Vilém Maréchal, který pasoval na rytíře svého pána a následníka anglického trůnu, mladého Jindřicha Mladíka). Mladý bojovník před tím, kdo ho pasoval, poklekl a přednesl předepsanou přísahu. Poté ho pasující lehce udeřil (původně dlaní na tvář, později i plochou stranou meče na obě ramena) a předal přilbu, štít, ostruhy a připnul mu pás s mečem jako odznak rytířství (odtud pochází výraz pasování).

## Mravní kodex
Rytířstvo se od ostatních společenských vrstev feudální společnosti odlišovalo nejen svou specifickou zbrojní vybaveností a charakteristickým jízdním způsobem boje, ale především systémem hodnot. Součástí mravního kodexu rytířů bylo naplňování tří zásad:
- statečnost (prouesse), tedy schopnost dokázat fyzickou sílu a odvahu v boji
- věrnost (loyaulté), věrnost pánovi, dodržování vazalských slibů, spolupráce v boji
- štědrost (largesse), rytíř uskutečňuje šlechetné myšlenky nebo činy, láska k bližním, charita, velkorysost.

Na přelomu 12. a 13. století se objevila další hodnota – zdvořilost (courtoisie), tedy způsoby dvorsky vychovaného rytíře, ohleduplného k ženám. Pojem, který je u rytíře spojen se všemi ostatními hodnotami je čest (honneur), tedy plnění veškerých povinností, které vyplývaly z postavení rytíře vůči jeho pánovi i vůči poddaným. Koncem 12. století se církvi podařilo zcela si podřídit rytířstvo a přibyla další zásada – víra (religion). Zásada od té chvíle nejdůležitější. Z rytíře se stává miles Christi, voják Kristův a služebník Boží. Chování rytířů se tak řídilo pravidly, která se ujala v mnoha zemích západní a střední Evropy. Svojí přísahou se rytíř zavazoval, že bude dodržovat zásady, které byly spojeny s životem pravého křesťanského bojovníka. Patřila mezi ně především oddanost panovníkovi a zemi, jimž měl rytíř statečně sloužit. Zároveň měl zachovávat věrnost Bohu a církvi a šířit křesťanskou víru mečem. Slušelo se také ochraňovat slabé a pomáhat vdovám a sirotkům. Důsledkem porušení slibu byla ztráta rytířské cti, jež byla pokládána za nejvyšší hodnotu.

## Turnaje

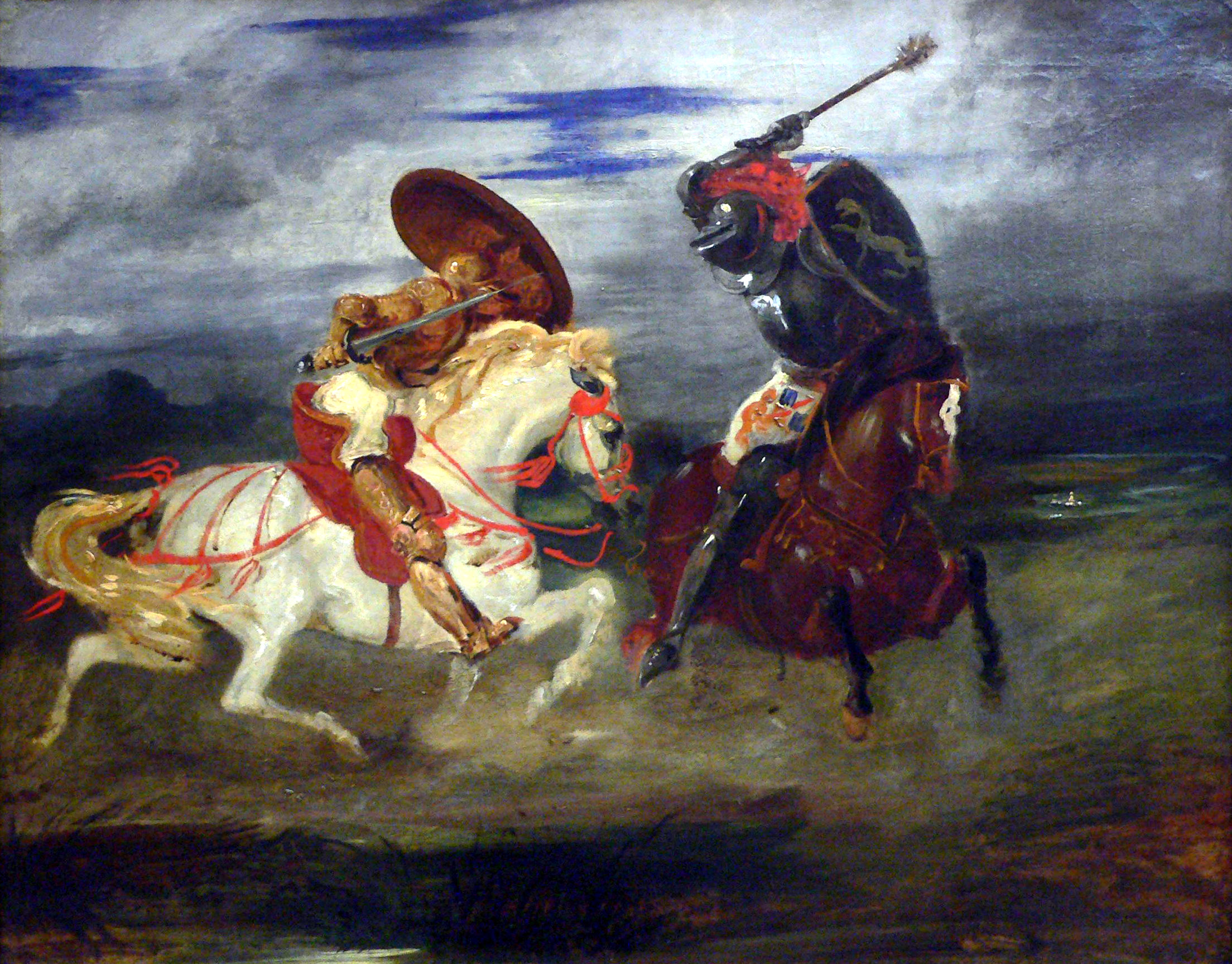
Souboj dvou rytířů, umístění v Louveru

Na turnajích si rytíři zdokonalovali techniku boje. Rytířské turnaje a klání pomáhaly k utváření rytířské mentality a morálky – dodržení daného slova, odvahy, péče o dobrou pověst.
Rytířské turnaje nevyhlašovali králové, jelikož pro Bohem pomazané se neslušelo podporovat zábavu, kterou církev zatratila. Rytířský turnaj tedy organizovala šlechta – vévodové, hrabata a příbuzní králů. Jednotliví šlechtici byli také mecenáši turnajových rytířů a poskytovali svým favoritům finance na výzbroj a koně. Původní rytířské turnaje nebyly soubojem dvou soupeřů, tak jak to známe z romantických knih a filmů, ale v boji stály proti sobě dvě skupiny rytířů. V čele každé skupiny stál feudál, který skupině velel. Dále následovali jeho rytíři, nebo rytíři, které za tímto účelem najal. Po nich pak v hierarchii stáli štítonoši či panoši, korouhevníci a bakaláři, tedy „rytířští učni“. Někdy se v týmu objevili i seržanti, tedy žoldnéřští jezdci neurozeného původu. Turnaje se odehrávaly téměř nepřetržitě, každý týden, jen v době Vánoc a Velikonoc nastal klid.

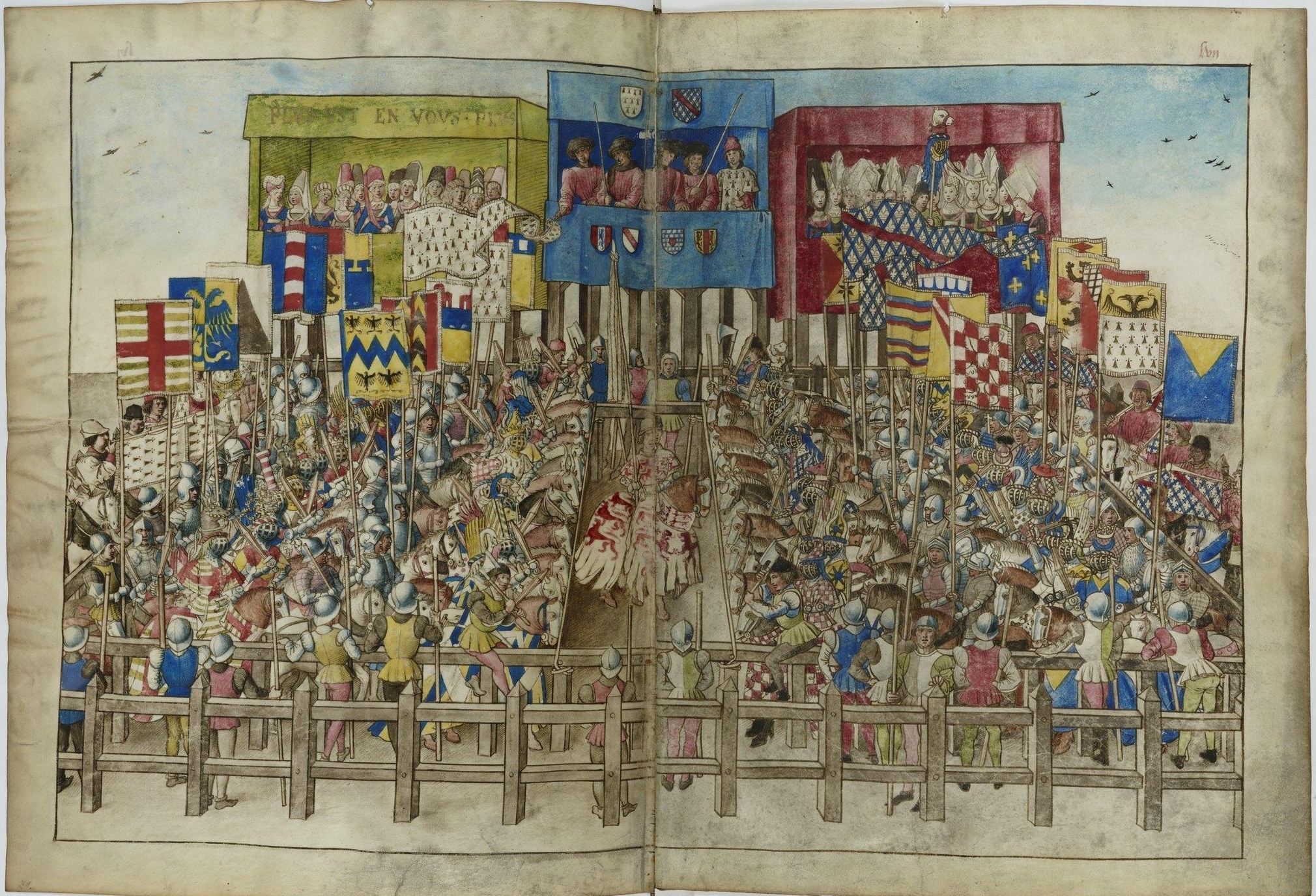
Turnaj dvou rytířských skupin pod vedením vévody z Bretaně a vévody z Bourbonu ve Francii v polovině 15. století

Průběh turnaje připomínal dnešní sportovní utkání. Jednotlivé týmy se setkaly v boji v přesný den a čas. Místo souboje – champ – bylo ohraničené, ale neupravené a záměrně plné překážek – křoví a stromů, stodol, vinic a příkopů, někdy byla součástí herního pole i celá vesnice. Herní pole připomínalo bojiště. Cílem bylo najít si v druhé, nepřátelské skupině rytířů konkrétního protivníka a pak společným útokem zahnat toto druhé mužstvo na útěk. Úkolem turnajového rytíře bylo porazit co nejvíce protivníků a především jich co nejvíce zajmout, jelikož turnaj byl pro bojovníky nejen zábavou, ale i zdrojem příjmu. Vítězi patřila zbroj zajatého a výkupné za jeho osobu. Nejobávanější rytíři se tak snažili zajmout toho nejbohatšího z druhé družiny, který byl ale většinou nejvíc chráněn svými druhy.
Největším úspěchem bylo vyhodit protivníka kopím ze sedla, což nebylo vůbec jednoduché, jelikož kopí byla křehká a tříštila se. Kromě útoku kopím se používaly také meče a další zbraně. Tak jak se postupem času zjemňovaly mravy rytířů, zjemňoval se i způsob vedení rytířských turnajů. Ve vrcholném středověku už bojovali proti sobě jen dva soupeři, kteří si už záměrně nezasazovali tvrdé, často smrtelné rány, jež byly časté v raném středověku. Toto klasické, elegantnější a dnes obecně známé turnajové klání vrcholného středověku se nazývalo tjos či joute.

## Rytířská kultura
Jedním z impulsů šíření rytířství byla také kultura vázaná k rytířství tzv. kurtoazie. Kurtoazie pochází z francouzštiny a znamená dvornost či zdvořilost. Známé jsou některé milostné písně, které skládali a zpívali minesengři a trubadúři. Ale kurtoazie není jen soubor zásad pro jednání se slabším pohlavím, ale také chování k jiným rytířům. Tj. snaha o důstojné zachovávání hierarchie, jež není pro osobu nižšího postavení ponižující. Zahrnuje také jakési válečné konvence. Například šlechtic, který bezdůvodně neušetřil svého zraněného či vzdávajícího se urozeného soupeře, ztrácel čest a to se všemi důsledky. Jde tedy o vytvoření pravidel morálky a slušnosti, jež určují chování rytíře za všech okolností.

## Rytířský epos a román

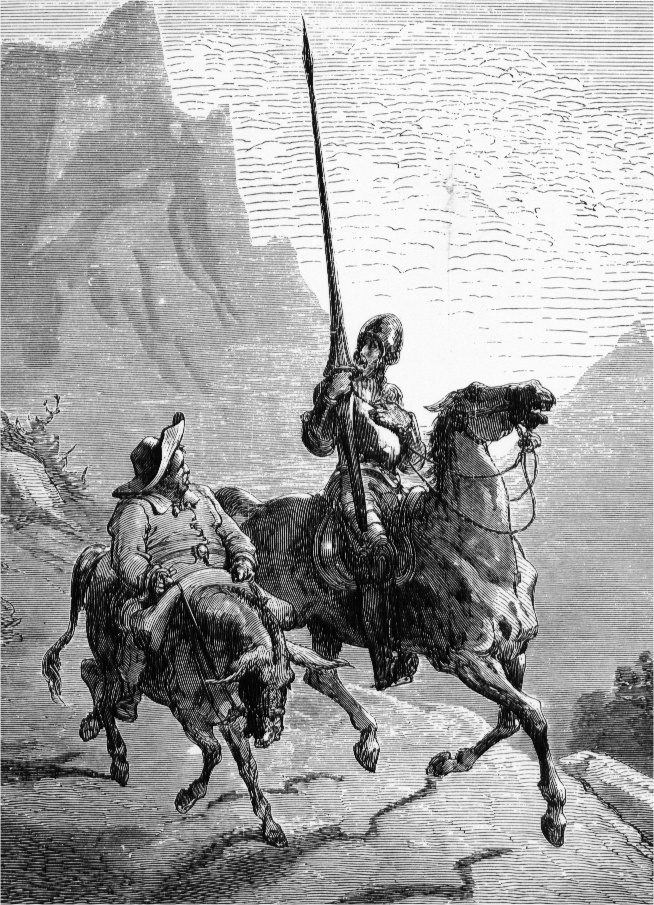
Don Quijote a Sancho Panza – rytířství zasazené do moderní doby

Rytířskými ctnostmi bývaly štědře obdařeny postavy vystupující v hrdinských eposech – rozsáhlých básnických skladbách, které vyprávěly příběhy o panovnících nebo slavných válečnících. Mezi nejznámější patří písně o franském rytíři Rolandovi (je součástí básní o Karlu Velikém (chansons de geste) nebo španělském bojovníku proti Arabům Cidovi (Cantar de mío Cid). Středověká literatura rytířství hojně oslavovala a vytvářela až bájný obraz rytíře. Ideální rytíř je hrdina až k sebezničení, statečný a chytrý, neúnavný ochránce krále a víry. Ideál a skutečnost se však často rozcházely. Soudobý scholastický filosof sv. Anselm z Canterbury proto napsal, že „rytířství se rovná ničemnosti“.
Hrdinské eposy skládali původně potulní zpěváci a sami je také šířili. Putovali od hradu k hradu a svoje díla přednášeli před vznešenou společností. Šlechta ani panovníci však většinou nerozuměli latině, která se dosud v literatuře výhradně používala, proto se epické básně a také milostné písně skládaly v národních jazycích (francouzštině, němčině apod.). Tak bylo ve středověké literatuře překonáno výsadní postavení latiny a duchovních, kteří jako jediní tento jazyk ovládali.[zdroj?]
Hrdinský epos nahradil později rytířský román, který byl psán nejenom ve verších, ale také v próze. Jeho hrdinou již nebyl rytíř – bojovník, ale rytíř, který prožívá nejrůznější dobrodružství, často během svých cest. Idealizoval svět vysoké šlechty a obsahoval i fantastické prvky. Takové byly romány francouzského autora Chrétiena de Troyes o bájném králi Artušovi a jeho rytířích kulatého stolu (Lancelot neboli Vozíček, Parsifal neboli Vyprávění o grálu ad.), které vycházely ze starých keltských pověstí. V českém prostředí vznikla na konci 13. století veršovaná skladba Alexandreis, pojednávající o životě a činech starověkého vládce Alexandra Velikého. Neznámý autor v ní vyjádřil svůj názor na příkladné chování šlechtice a zobrazil poměry v Čechách za vlády posledních Přemyslovců.

## Galerie

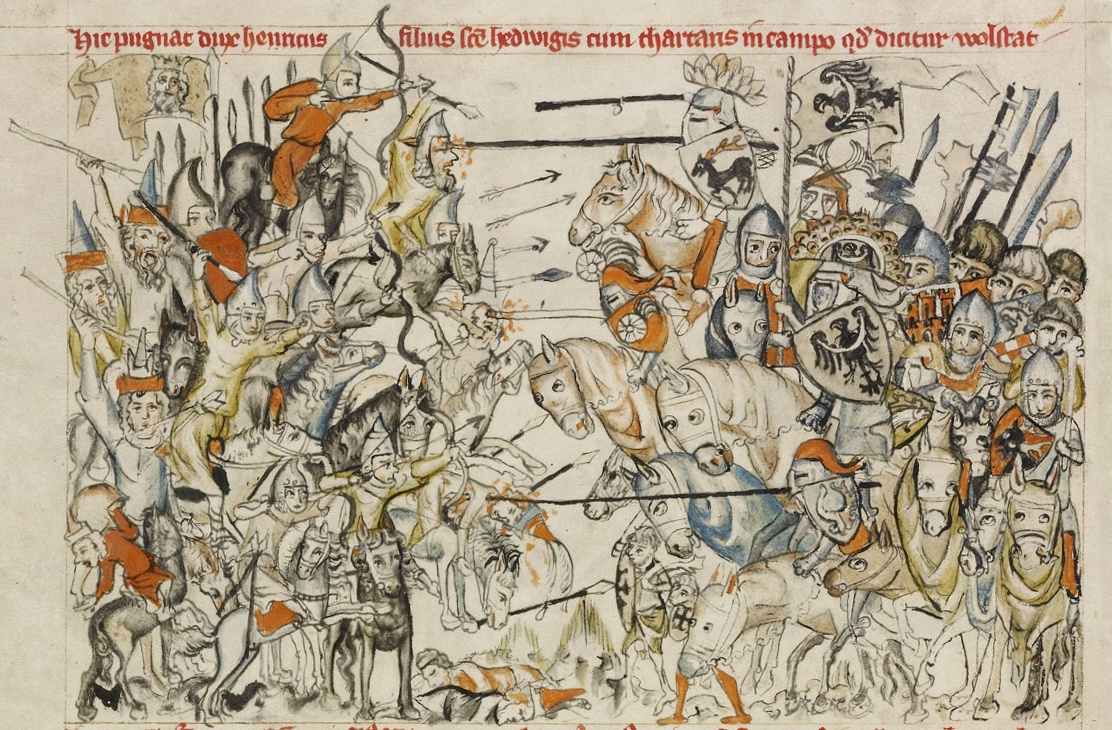
Bitva u Lehnice mezi evropskými rytíři a Tatary během mongolského vpádu do Evropy
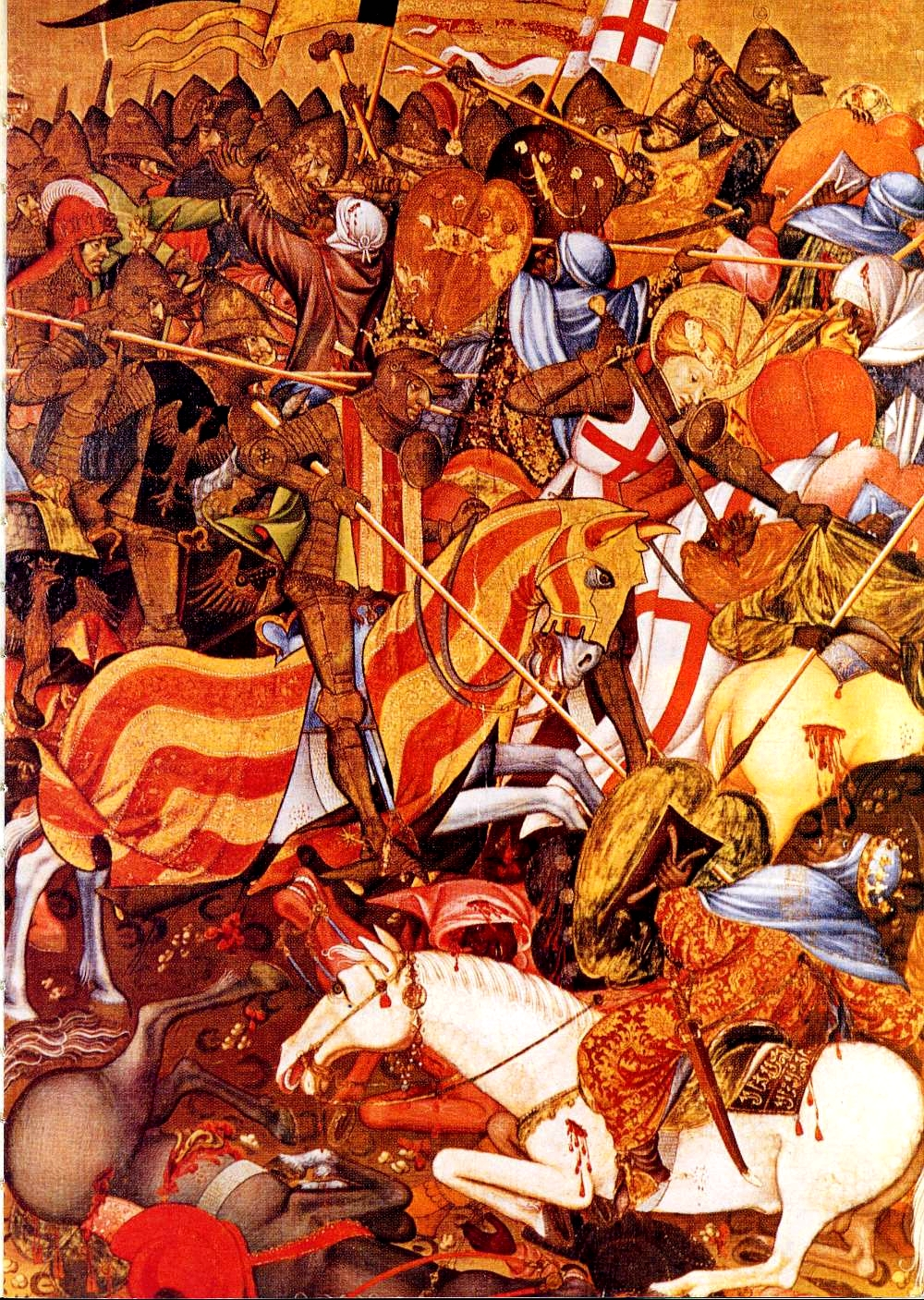
Aragonští rytíři v bitvě s Maury během reconquisty ve Španělsku
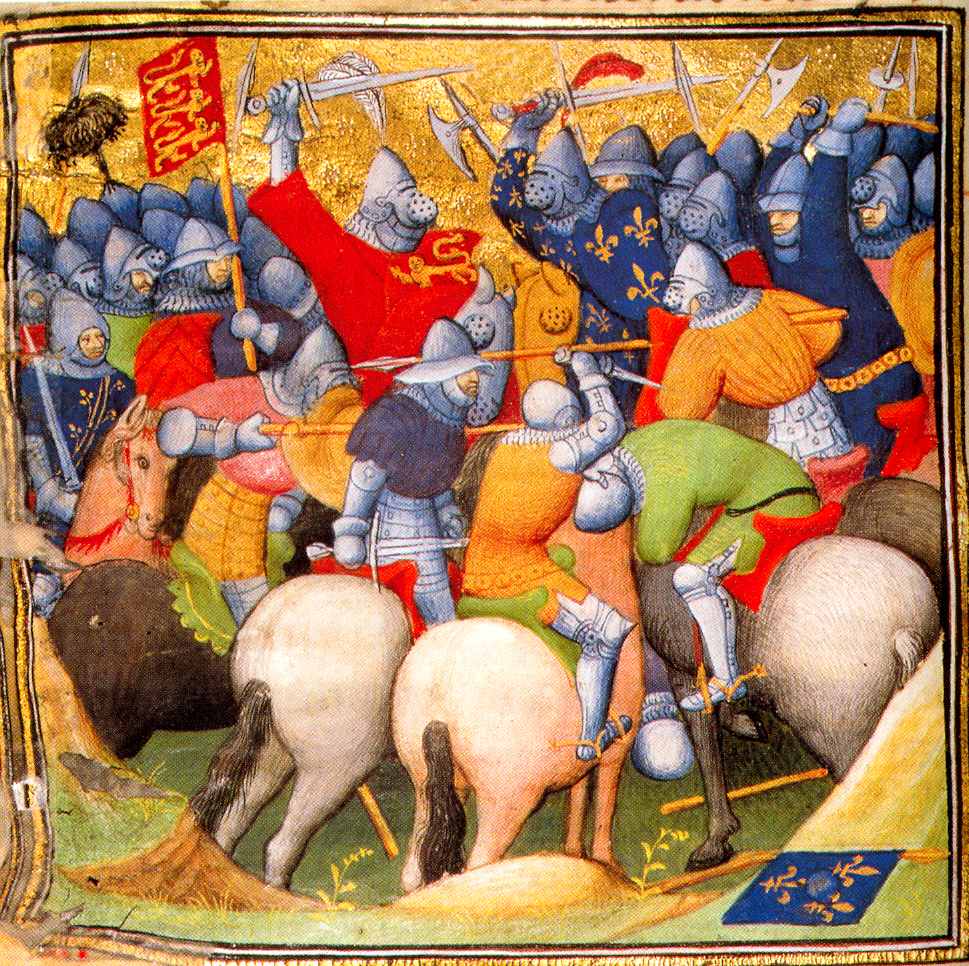
Bitva u Kresčaku roku 1346, v níž na francouzské straně zahynul český král Jan Lucemburský
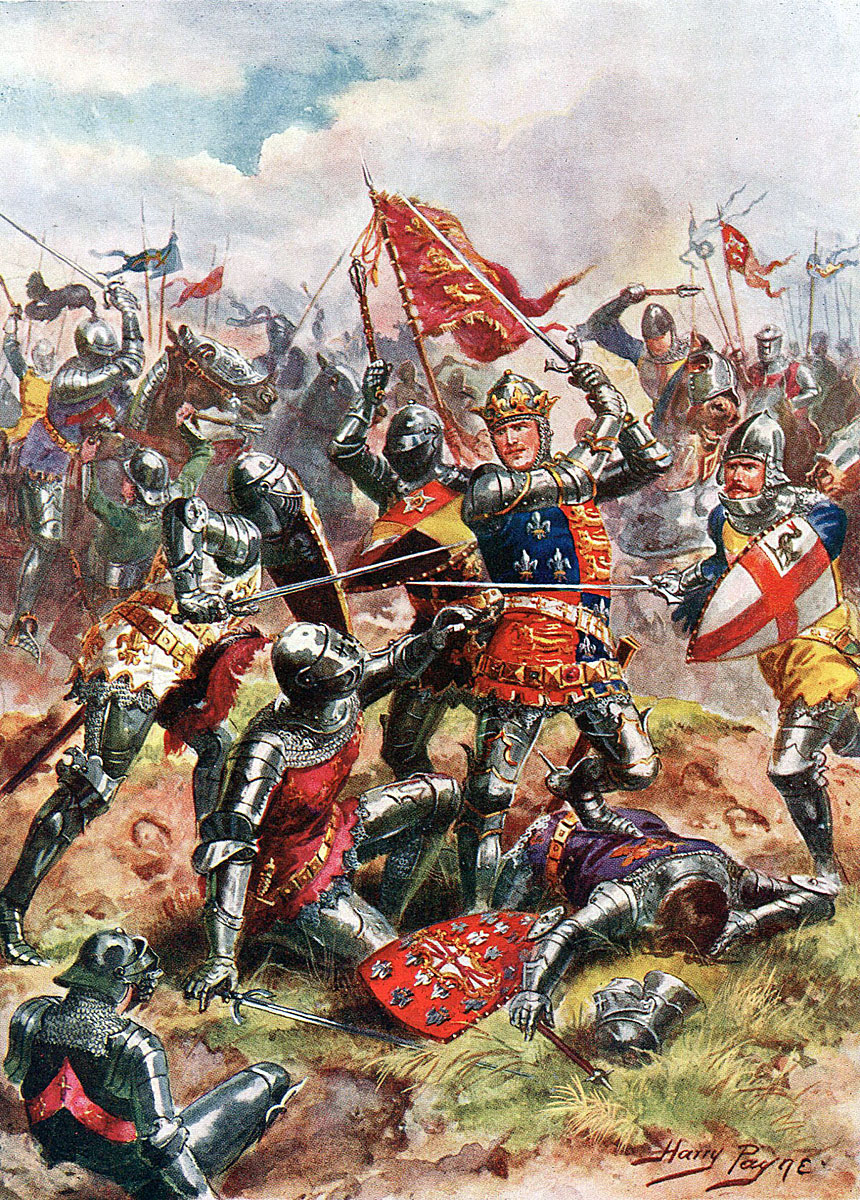
Anglický král Jindřich V. v bitvě u Azincourtu během stoleté války mezi Anglií a Francií
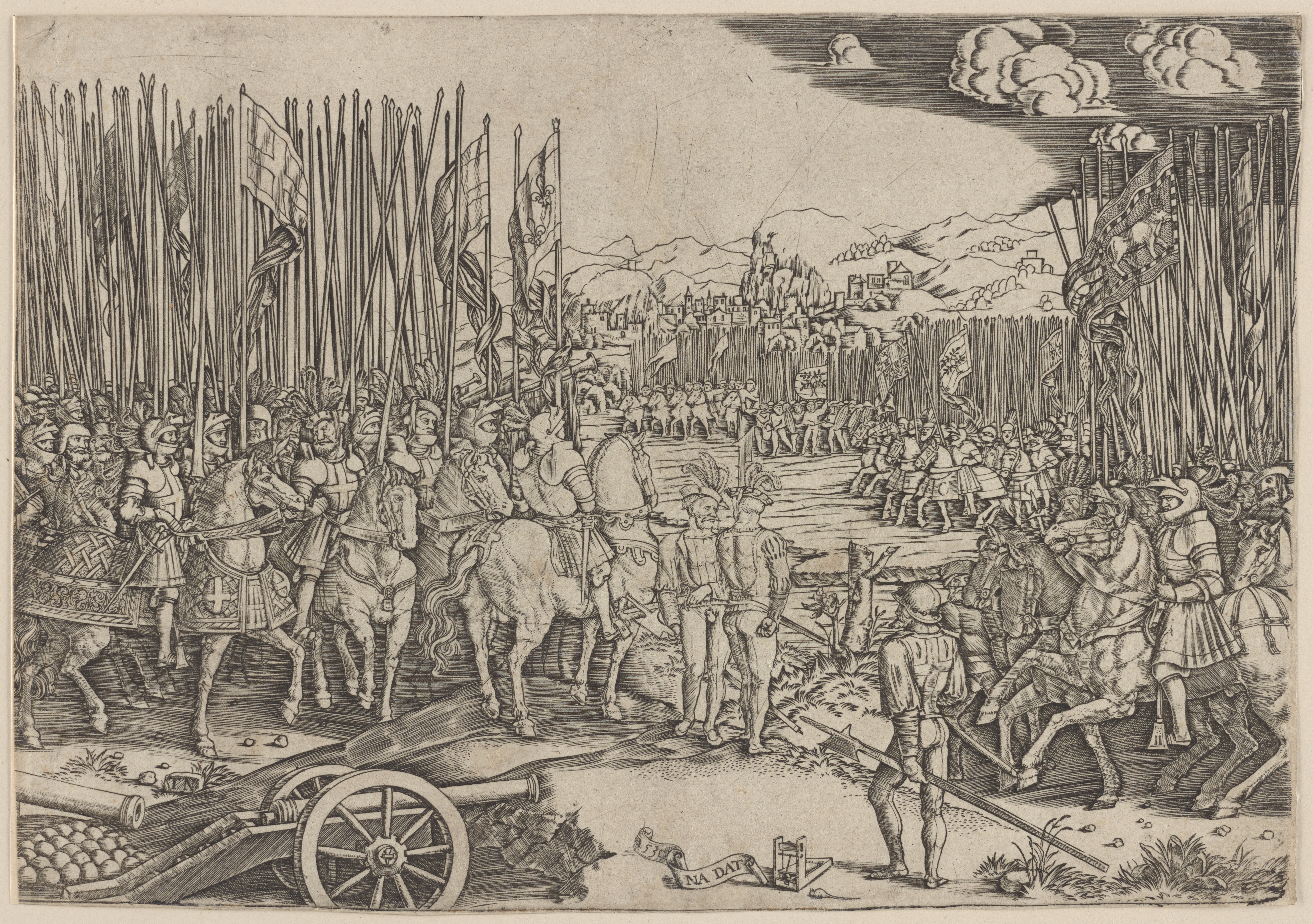
Dvě rytířské armády před bitvou u Ravenny roku 1512 během války ligy z Cambrai